# 尚宾坊
尚宾坊为位于中国安徽省黄山市歙县徽城镇歙县中学（原歙县学宫故址）大门西侧的一处功名坊兼门坊，建于明成化十三年（1476），采用花岗岩，形制为双柱单间三楼式，宽3米，高5.5米，八角柱，月梁南北两面分别镂鲤鱼跳龙门图和牡丹图，额枋南面镌“京闱乡贡进士江衷之门”，北面镌“风云庆会”，上枋南北两面分别镂双凤朝阳图和双鹤翔云图，栏板南北两面均镌“尚宾”，上下四出云系，转角处所用的斜栱和枫栱保存了宋元时期斗栱的典型样式。